# Kivat
Kivat (en rus: Кивать) és un poble de l'óblast d'Uliànovsk, a Rússia, que el 2010 tenia 1.194 habitants. Pertany al districte municipal de Kuzovàtovo.